# Harvest
harvest，樹海的第二張專輯，商品番號GNCX-1003。

## 概要
2007年12月12日發售。作詞愛未、作曲出羽良彰、編曲出羽良彰・本間昭光（M-2）。
本作是第一張除了以外全部由出羽單獨完成編曲工作的專輯、發售方面，也比上張專輯「Wild flower」做了加強。有初回限定盤（CD+特典DVD）・通常盤（CD Only）兩個版本同時發售，特典DVD中收錄了等四隻PV，這也是樹海的作品第一次被DVD化。

## 收錄曲
CD
1. 光合成
2. WHAT A DAY!!
3. 初恋
4. R★S
5. Winter Song

特典DVD（初回限定盤付）
1. PV
2. PV
3. PV
4. （Fate/stay night version）